# Ellen Mirojnick
Ellen Rose Schneid, coniugata Mirojnick (New York, 7 luglio 1949), è una costumista statunitense.

## Carriera
Ha iniziato la sua carriera di costumista per il cinema e la televisione alla fine degli anni Settanta. Per la sua affermazione nel campo fu fondamentale l'incontro con Michael Douglas sul set di Attrazione fatale prima e di Wall Street pochi mesi dopo. Fu la Mirojnick a ideare l'iconico abbigliamento del protagonista Gordon Gekko, superando le perplessità del regista Oliver Stone. Ha poi lavorato ancora con Douglas, tra gli altri, in Basic Instinct, Wall Street - Il denaro non dorme mai e in Dietro i candelabri.
Tra i registi con cui ha collaborato più spesso, oltre al già citato Oliver Stone, vi sono Paul Verhoeven, con cui ha lavorato in Basic Instinct, Showgirls, Starship Troopers - Fanteria dello spazio e L'uomo senza ombra, Jan de Bont, regista di Speed, Twister, Haunting - Presenze, e Steven Soderbergh, in Dietro i candelabri, La truffa dei Logan, Panama Papers, Lasciali parlare, Kimi oltre che nella serie TV The Knick.
Nella sua lunga carriera ha vinto un premio Emmy nella categoria Migliori costumi per una miniserie, film o speciale (nel 2013 per Dietro i candelabri), un Saturn Award per i migliori costumi (nel 1998 per Starship Troopers - Fanteria dello spazio) e quattro Costume Designers Guild Awards (nel 2014 per Dietro i candelabri, nel 2016 quando ha ricevuto sia il premio per la serie televisiva The Knick che quello alla carriera, e nel 2020 per Maleficent - Signora del male). Ha ricevuto anche due nomination ai premi BAFTA, nel 1993 per Charlot e nel 2014 per Dietro i candelabri.

## Vita privata
La figlia Lili Mirojnick è un'attrice.

## Filmografia parziale

### Cinema
- French Quarter, regia di Dennis Kane (1978)
- Amare con rabbia (Reckless), regia di James Foley (1984)
- Flamingo Kid (The Flamingo Kid), regia di Garry Marshall (1984)
- Il mio nome è Remo Williams (Remo Williams: The Adventure Begins), regia di Guy Hamilton (1985)
- Attrazione fatale (Fatal attraction), regia di Adrian Lyne (1987)
- Wall Street, regia di Oliver Stone (1987)
- Cocktail, regia di Roger Donaldson (1988)
- Black Rain - Pioggia sporca (Black Rain), regia di Ridley Scott (1989)
- Nei panni di una bionda (Switch), regia di Blake Edwards (1991)
- Basic Instinct, regia di Paul Verhoeven (1992)
- Charlot (Chaplin), regia di Richard Attenborough (1992)
- Cliffhanger - L'ultima sfida (Cliffhanger), regia di Renny Harlin (1993)
- Trappola d'amore (Intersection), regia di Mark Rydell (1994)
- Speed, regia di Jan de Bont (1994)
- Showgirls, regia di Paul Verhoeven (1995)
- Scomodi omicidi (Mulholland Falls), regia di Lee Tamahori (1996)
- Twister, regia di Jan de Bont (1996)
- Face/Off - Due facce di un assassino (Face/Off), regia di John Woo (1997)
- Starship Troopers - Fanteria dello spazio (Starship Troopers), regia di Paul Verhoeven (1997)
- Delitto perfetto (A Perfect Murder), regia di Andrew Davis (1998)
- Haunting - Presenze (The Haunting), regia di Jan de Bont (1999)
- Mickey occhi blu (Mickey Blue Eyes), regia di Kelly Makin (1999)
- L'uomo senza ombra (Hollow Man), regia di Paul Verhoeven (2000)
- What Women Want - Quello che le donne vogliono (What Women Want), regia di Nancy Meyers (2000)
- Un corpo da reato (One Night at McCool's), regia di Harald Zwart (2001)
- I perfetti innamorati (America's Sweethearts), regia di Joe Roth (2001)
- Rat Race, regia di Jerry Zucker (2001)
- La tela dell'assassino (Twisted), regia di Philip Kaufman (2004)
- The Sentinel - Il traditore al tuo fianco (The Sentinel), regia di Clark Johnson (2006)
- Déjà vu - Corsa contro il tempo (Deja vu), regia di Tony Scott (2006)
- G.I. Joe - La nascita dei Cobra (G.I. Joe: The Rise of Cobra), regia di Stephen Sommers (2009)
- Wall Street - Il denaro non dorme mai (Wall Street - Money Never Sleeps), regia di Oliver Stone (2010)
- Need for Speed, regia di Scott Waugh (2014)
- Per primo hanno ucciso mio padre (First They Killed My Father), regia di Angelina Jolie (2017)
- The Greatest Showman, regia di Michael Gracey (2017)
- Panama Papers (The Laudromat), regia di Steven Soderbergh (2019)
- Maleficent - Signora del male (Maleficent: Mistress of Evil), regia di Joachim Rønning (2019)
- Lasciali parlare (Let Them All Talk), regia di Steven Soderbergh (2020)
- Cenerentola (Cinderella), regia di Kay Cannon (2021)
- Kimi - Qualcuno in ascolto (Kimi), regia di Steven Soderbergh (2022)
- Oppenheimer, regia di Christopher Nolan (2023)

### Televisione
- Rivkin, cacciatore di taglie (Rivkin: Bounty Hunter), regia di Harry Harris – film TV (1981)
- Saranno famosi (Fame) – serie TV, 1 episodio (1982)
- Person of Interest – serie TV, 1 episodio (2011)
- Dietro i candelabri (Behind the candelabra), regia di Steven Soderbergh – film TV (2013)
- Le regole del delitto perfetto (How to Get Away with Murder) – serie TV, 1 episodio (2014)
- The Knick – serie TV, 20 episodi (2014-2015)
- Bridgerton – serie TV, 6 episodi (2020)